# Xã Bruce, Quận Cavalier, Bắc Dakota
Xã Bruce (tiếng Anh: Bruce Township) là một xã thuộc quận Cavalier, tiểu bang Bắc Dakota, Hoa Kỳ. Năm 2010, dân số của xã này là 17 người.